# Stomorska
Stomorska är en ort i Kroatien.   Den ligger i staden Grad Split och länet Dalmatien, i den södra delen av landet, 270 km söder om huvudstaden Zagreb. Stomorska ligger 18 meter över havet och antalet invånare är 245.
Terrängen runt Stomorska är platt söderut, men åt nordväst är den kuperad. Havet är nära Stomorska österut. Runt Stomorska är det tätbefolkat, med 257 invånare per kvadratkilometer. Närmaste större samhälle är Split, 17,0 km norr om Stomorska. 